# Ornunga socken
Ornunga socken i Västergötland ingick i Gäsene härad, ingår sedan 1971 i Vårgårda kommun och motsvarar från 2016 Ornunga distrikt.
Socknens areal är 27,62 kvadratkilometer varav 24,26 land. År 2000 fanns här 362 invånare.  Kyrkbyn Ornunga med sockenkyrkan Ornunga kyrka ligger i socknen.

## Administrativ historik
Socknen har medeltida ursprung. 
Vid kommunreformen 1862 övergick socknens ansvar för de kyrkliga frågorna till Ornunga församling och för de borgerliga frågorna bildades Ornunga landskommun.  Landskommunen uppgick 1952 i Vårgårda landskommun som 1971 ombildades till Vårgårda kommun. Församlingen uppgick 2006 i Asklanda församling.
1 januari 2016 inrättades distriktet Ornunga, med samma omfattning som församlingen hade 1999/2000.  
Socknen har tillhört län, fögderier, tingslag och domsagor enligt vad som beskrivs i artikeln Gäsene härad. De indelta soldaterna tillhörde Älvsborgs regemente, Gäseneds kompani.

## Geografi
Ornunga socken ligger öster om Alingsås kring Ornungasjö som är största insjö. Socknen är en kuperad skogsbygd med inslag av odlingsbygd på mark som tidigare var en del av Svältorna.

## Byar och hemman
Ornunga socken består historiskt av följande byar och enstaka hemman. När en by har flera hemman anges också hemmansnumren.
- Algutsgärde, enstaka hemman.
- Baggebol, enstaka hemman.
- Botillebacken, enstaka hemman, infördes i jordeboken 1825 och ingick i Ålleskogen i Vesene socken, från 1866 i Ornunga socken.
- Hindared, en kvarn (2), första gången i jordeboken 1719. Hemmanet nr 1 i Hindared överflyttades 1891 till Tämta socken.
- Håltsäckra, enstaka hemman.
- Korpås, enstaka hemman.
- Kvarnegärde, enstaka hemman.
- Kyrkebol, enstaka hemman, på ägorna ligger Ornunga kyrka. Hörde ursprungligen till Ornunga by.
- Lindås, enstaka hemman.
- Lommared, by med två hemman (1 och 2, varav det senare ibland kallades Lilla Lommared) samt en utjord (3).
- Ornunga, by med tio hemman (1 Södergården, 2 Nordgården, 3 Västergården, 4 Mellomgården, 5 Berget, 6 Östergården, 7 Simonsgården, 8 Gisslagården, 9 Spetalen och 10 Stommen). Tidigare har också Kyrkebol och Skjutshagen hört till byn.
- Ramnaklev Mellomgården, enstaka hemman. Andra delar av byn ligger i Asklanda och Kvinnestad socknar.
- Ryagärde, ett hemman (1) och en kvarn (2).
- Sjölid, enstaka hemman, i jordeboken första gången 1825.
- Sjötorp, by med två hemman (1 Storegården och 2 Lillegården).
- Skjutshagen, enstaka hemman. Hörde tidigare till Ornunga by.
- Skog, enstaka hemman.
- Spångakil, enstaka hemman.
- Stenhögen, enstaka hemman, första gången i jordeboken 1617 som kronotorp.
- Trollö, enstaka hemman, första gången i jordeboken 1632.
- Vaselid, by med två hemman (1 Östergården och 2 Västergården).

## Fornlämningar
En hällkista finns från stenåldern. Från bronsåldern finns spridda gravrösen. Från järnåldern finns två gravfält.

## Befolkningsutveckling
Befolkningen ökade från 374 1810 till 735 1880 varefter den minskade till 267 1970 då den var som minst under 1900-talet. Därefter vände folkmängden uppåt igen till 312 1990.

## Namnet
Namnet skrevs 1402 Ornunga och kommer från kyrkbyn. Namnet innehåller inbyggarbeteckningen ung/inge och eventuellt orne, 'fargalt'.